# 歐申艾爾比奇 (北卡羅萊納州)
歐申艾爾比奇（英語：Ocean Isle Beach）是一個位於美國北卡羅萊納州不倫瑞克縣的城鎮。

## 人口
根據2020年美國人口普查的數據，歐申艾爾比奇的面積為12.22平方千米，當中陸地面積為9.69平方千米，而水域面積為2.53平方千米。當地共有人口867人，而人口密度為每平方千米71人。